# Groupe d'ESO 117-19
Le groupe d'ESO 117-19 est un trio de galaxies situé dans la constellation du Réticule. La distance moyenne entre ce groupe et la Voie lactée est d'environ 77,4 Mpc (∼252 millions d'al). 

## Membres
Le tableau ci-dessous liste les 3 galaxies du groupe indiquées dans l'article de A.M. Garcia paru en 1993.
Note : selon Soares et ses collègues, NGC 1529 et NGC 1534 forment une paire de galaxies. Mais, NGC 1529 ne fait pas partie de la liste de Garcia. Probablement que NGC 1529 ne répondait pas aux critères de regroupement de Garcia, ces critères variant d'un auteur à l'autre. À titre d'information, cette galaxie occupe la dernière ligne du tableau.
| Nom         | Class.     | Type           | α (J2000.0)   | δ (J2000.0)  | Vitesse radiale (km/s) | m     | Distance (Mpc | Diamètre (kal) |
| ----------- | ---------- | -------------- | ------------- | ------------ | ---------------------- | ----- | ------------- | -------------- |
| NGC 1534    | SA0/a?(rs) | Lenticulaire   | 04h 08m 46.1s | -62° 47′ 51″ | 5337 ± 5               | 12,7  | 78,6 ± 5,5    | 245            |
| ESO 117-19a | SBbc?      | Spirale barrée | 04h 02m 32.2s | -62° 18′ 56″ | 5386 ± 10              | 11,92 | 79,3 ± 5,6    | 149            |
| ESO 84-9    | SB(s)c     | Spirale barrée | 04h 14m 22.2s | -62° 48′ 47″ | 5034 ± 10              | 13,53 | 74,2 ± 5,2    | 95             |
| NGC 1529    | S0^0?      | Lenticulaire   | 04h 07m 19.9s | -62° 53′ 58″ | 5122 ± 33              | 13,3  | 75,5 ± 5,3    | 185            |

- a Il y a une erreur sur la base de données NASA/IPAC pour cette galaxie. Les coordonnées ne correspondent pas à celles d'ESO 117-19. Pour obtenir les renseignements de cette galaxie, il faut utiliser une autre de ses désignations, soit IRAS 04018-6227.

Le site DeepskyLog permet de trouver aisément les constellations des galaxies mentionnées dans ce tableau ou si elles ne s'y trouvent pas, l'outil du site constellation permet de le faire à l'aide des coordonnées de la galaxie. Sauf indication contraire, les données proviennent du site NASA/IPAC.